# 雞肉

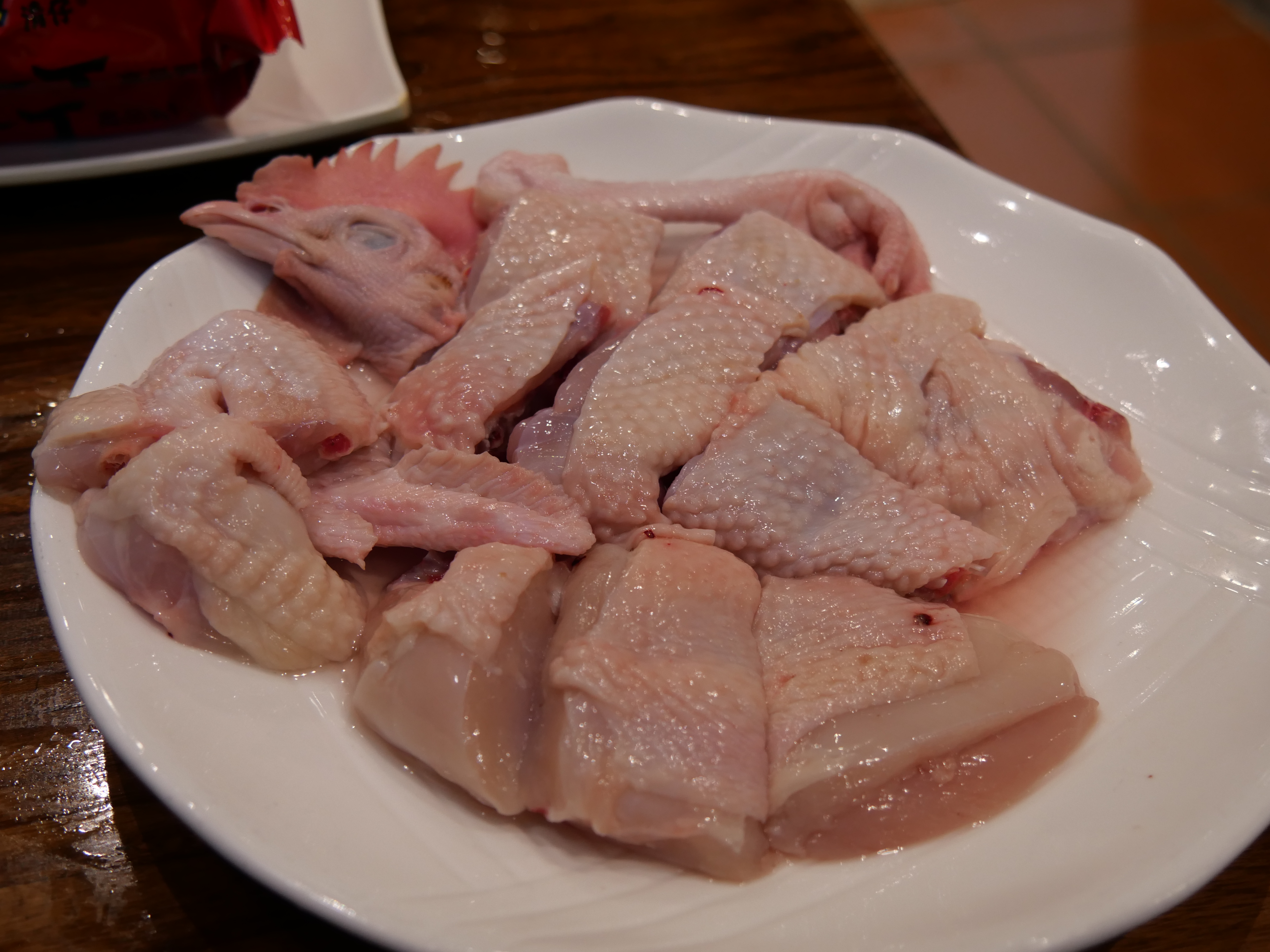
雞肉

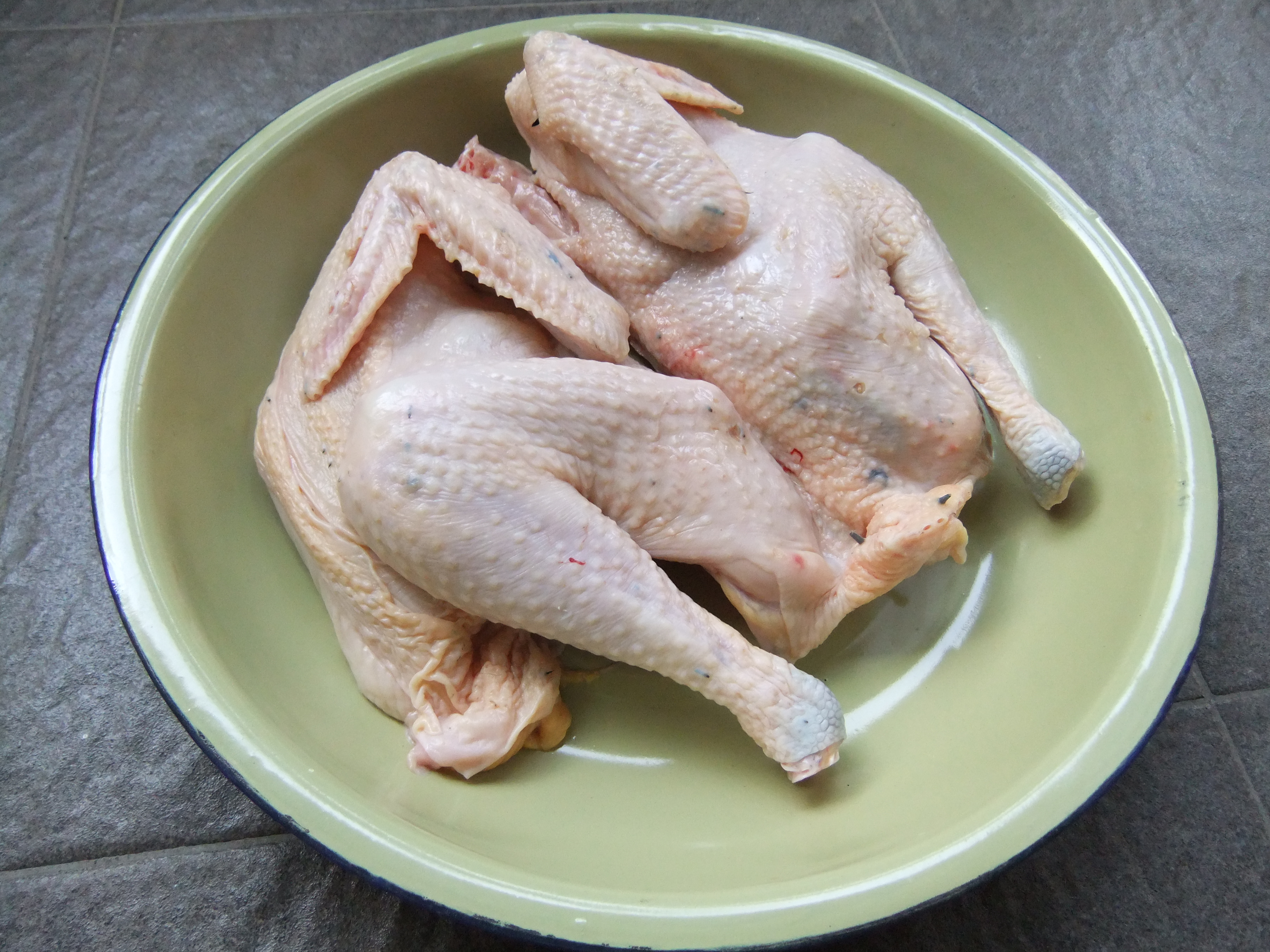
一盤生雞肉

雞肉是從雞身上取得的肉類食物，和豬肉並列為全球食用量最大的兩種肉類，在世界各地有多種不同的烹調及食用方法。雞也是世界上被屠宰數量最多的陸生動物，在2013年全球有超過610億隻雞被屠宰取肉。雞肉產量的家禽養殖業在世界不同地區具有多種形式。在先進國家，雞通常採用集約化養殖方法，而開發中國家則採用更傳統的養殖技術來飼養雞。聯合國估計今天地球上有190億隻雞，使它們的數量超過人類的二比一。

## 歷史
- 西元前6世紀巴比倫已有食用雞肉的記載[3]。
- 中世紀，雞肉於歐洲逐漸普及，當時的飲食文化認為雞肉易於消化，為其中一種中性的食物。
- 明朝医药学家李时珍在其《本草纲目》中记载：鸡肉“甘，溫，無毒。”“補中益氣，甚益人，炙食尤美。」
- 近代雞肉的食用越見普及。二次大戰期間，因美國缺乏牛肉和豬肉，雞肉跻身為當地主要肉類[4]。
- 在歐洲，自1996年起主要吃雞肉的人開始超越牛肉及素食的人[5]。

## 部位
雞肉通常分為雞頭、雞脖子、雞胸、雞翅、雞腿、雞大腿、雞屁股。內臟則包含雞腸、雞肝、雞心、雞胗、雞軟骨等。

## 雞料理
- 炸雞
  - 炸雞排
  - 鹽酥雞
  - 炸子雞
  - 水牛城辣雞翅
  - 雞塊

- 烤雞
  - 烤火雞肉
  - 桶仔雞
  - 日式烤雞串
  - 叫化雞
  - 非洲雞
  - 道口燒雞

- 滷雞
  - 瑞士雞翼
  - 口水雞
  - 桶子雞
  - 豉油雞
  - 貴妃雞
  - 醉雞

- 燉雞與雞湯
  - 人蔘雞湯
  - 砂鍋餛飩雞
  - 烏骨雞湯
  - 咖哩薯仔雞
  - 清燉武山雞
  - 麻油雞
  - 娘酒鸡
  - 菜膽雞
  - 葡國雞
  - 燒酒雞
  - 雞舌湯

- 雞肉飯
  - 雞皇飯
  - 海南雞飯

- 炒雞肉
  - 左宗棠雞
  - 宮保雞丁
  - 辣子雞

- 其他（尚未分類）

四寶雞扎、白切雞、沙薑雞、怪味雞、金沙雞、鳳爪、四大铁路鸡（德州扒鸡、道口烧鸡、符离集烧鸡、沟帮子熏鸡）、龍虎鳳、霸王雞、鹽焗雞、手撕雞、棒棒鸡、煙燻雞肉等。

## 雞肉圖片集

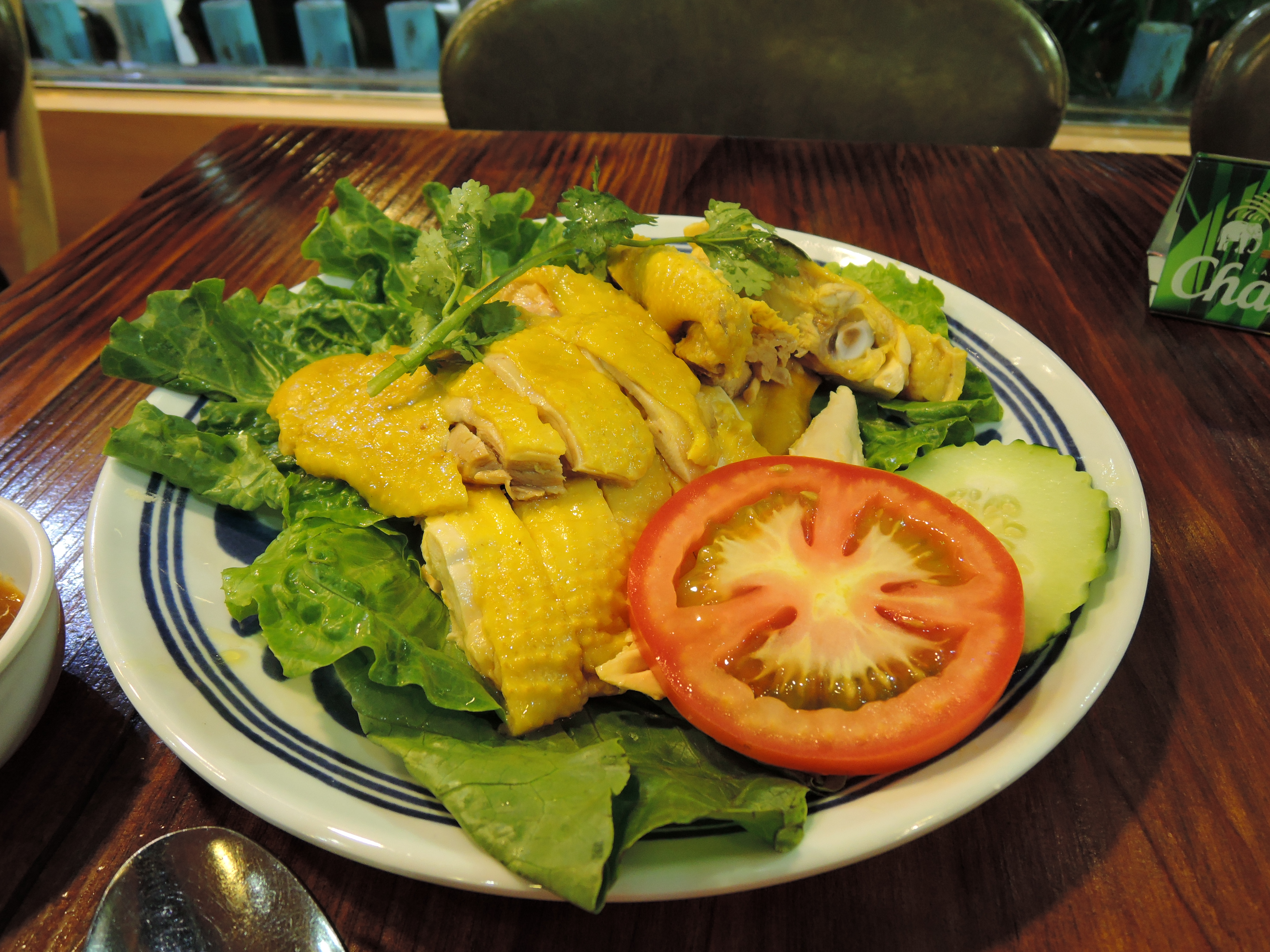
泰國海南雞
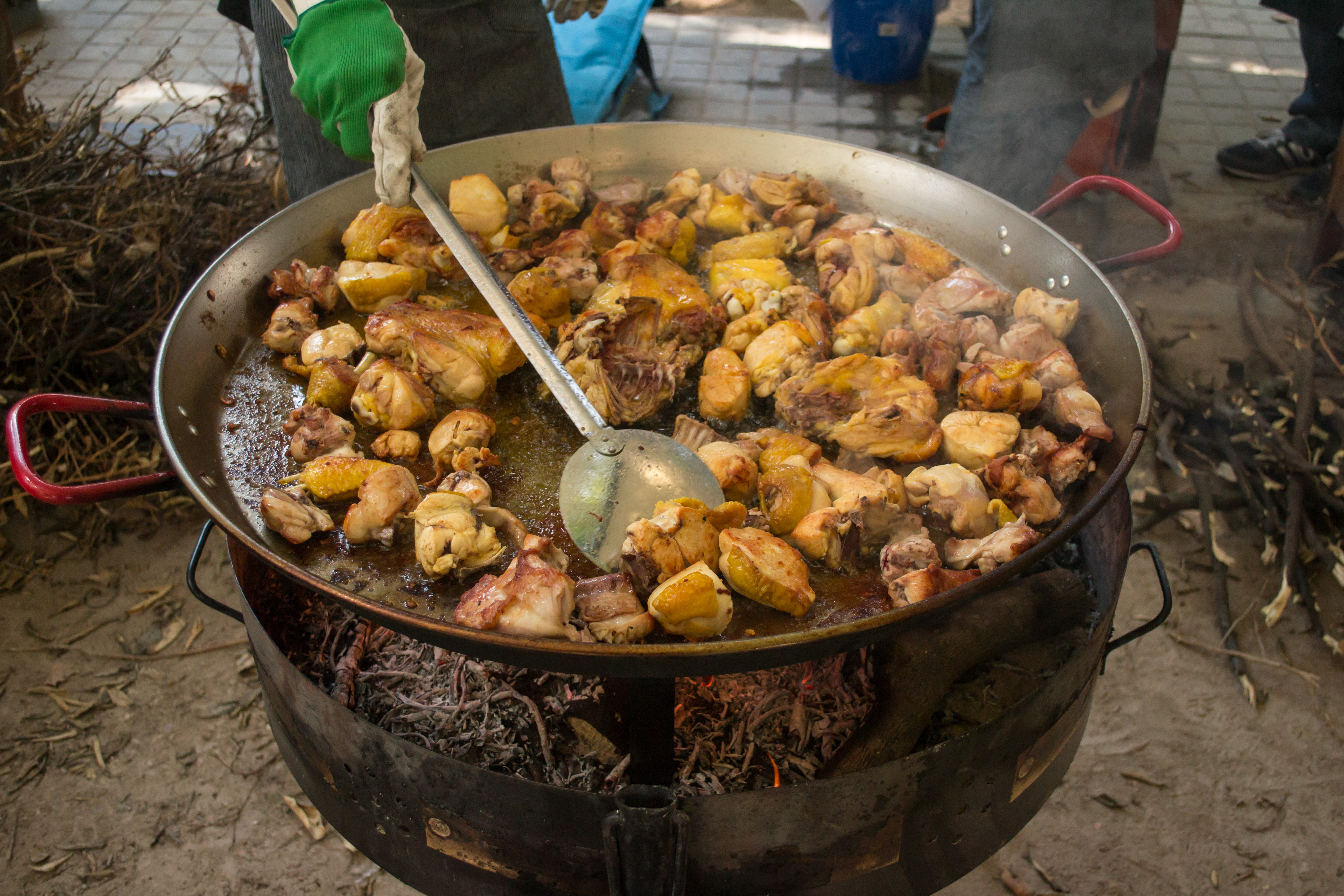
大鍋炒雞肉
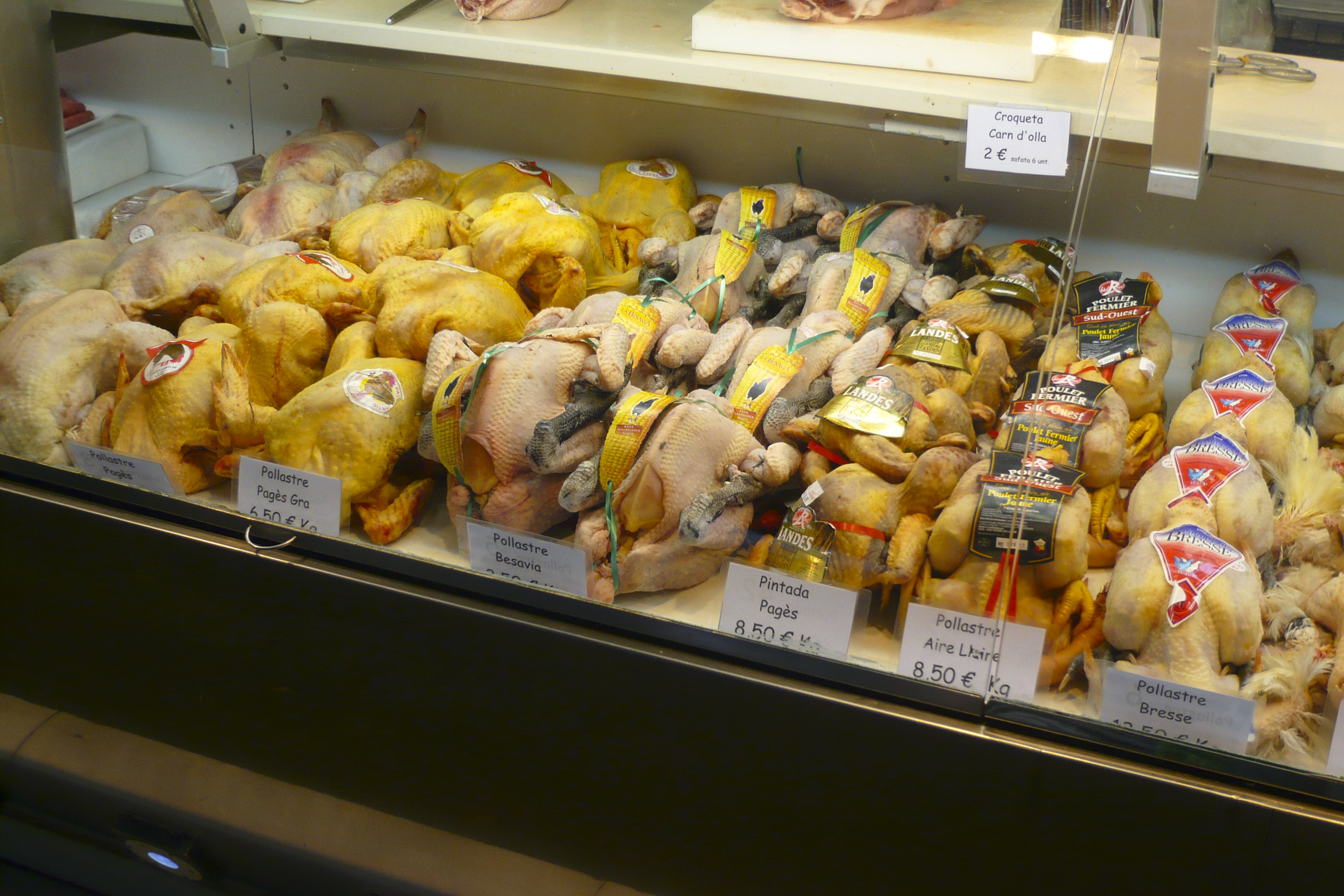
馬德里的菜市場內的冰鮮雞
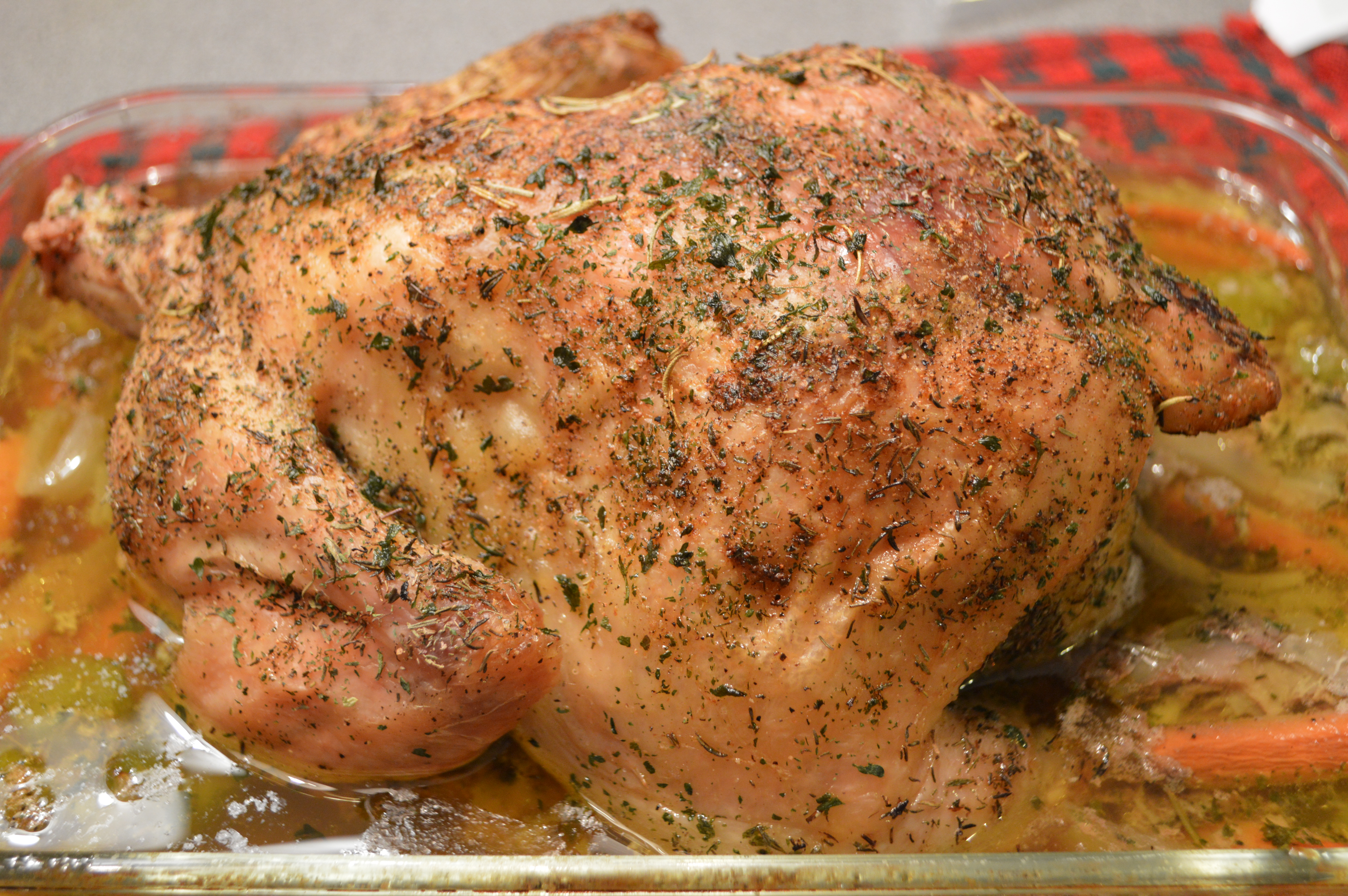
烤雞
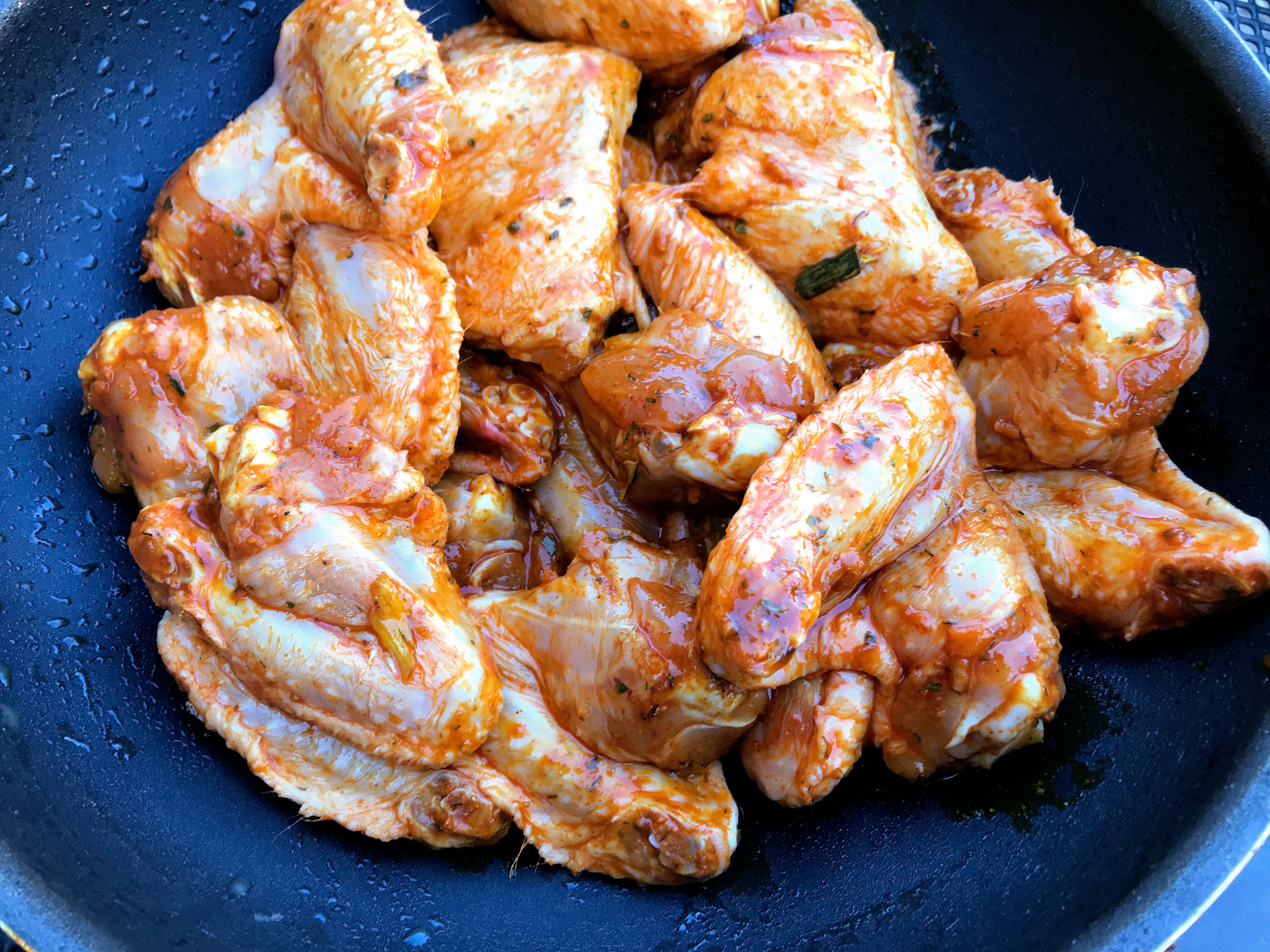
雞肉醃製
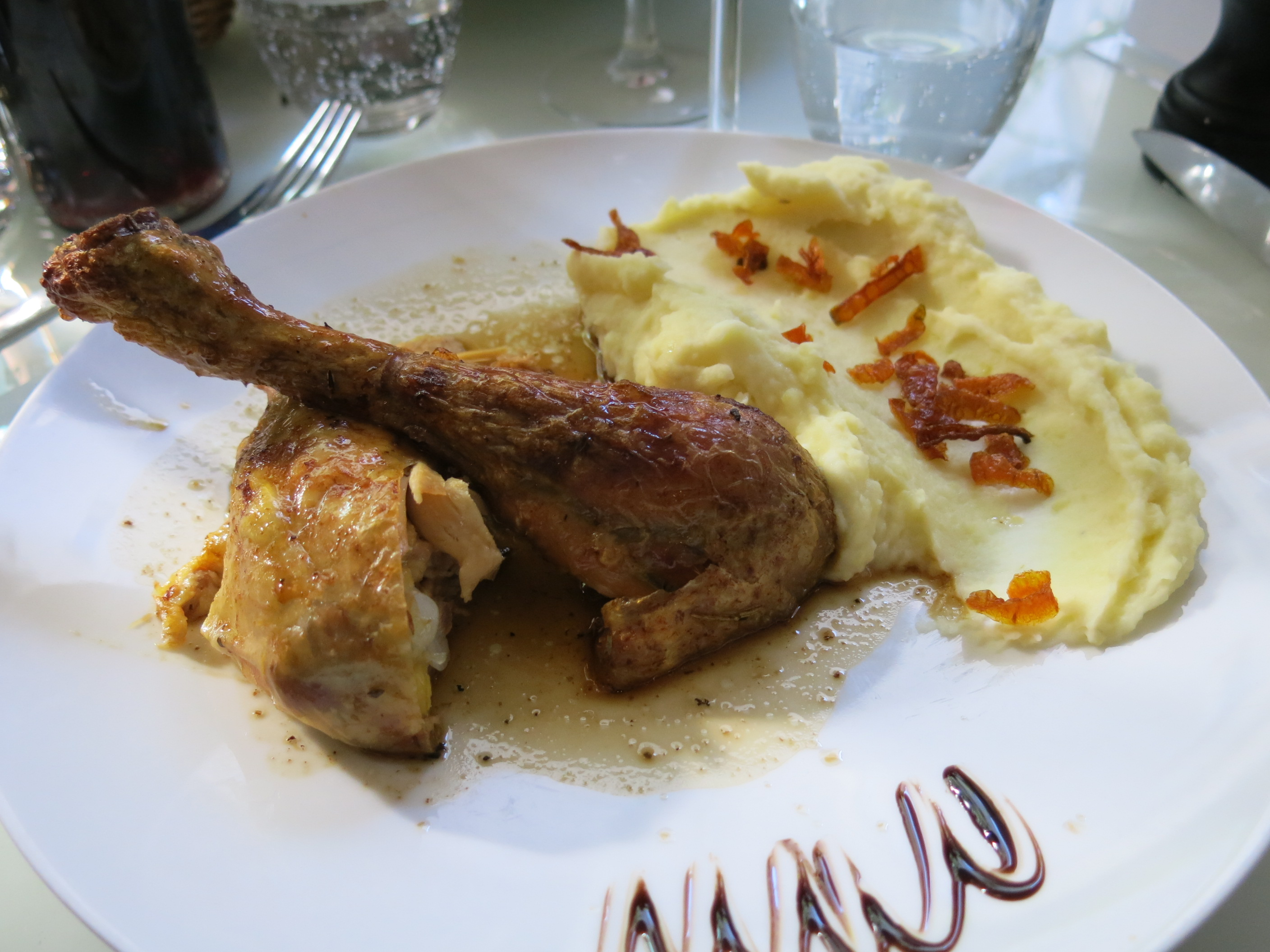
雞腿
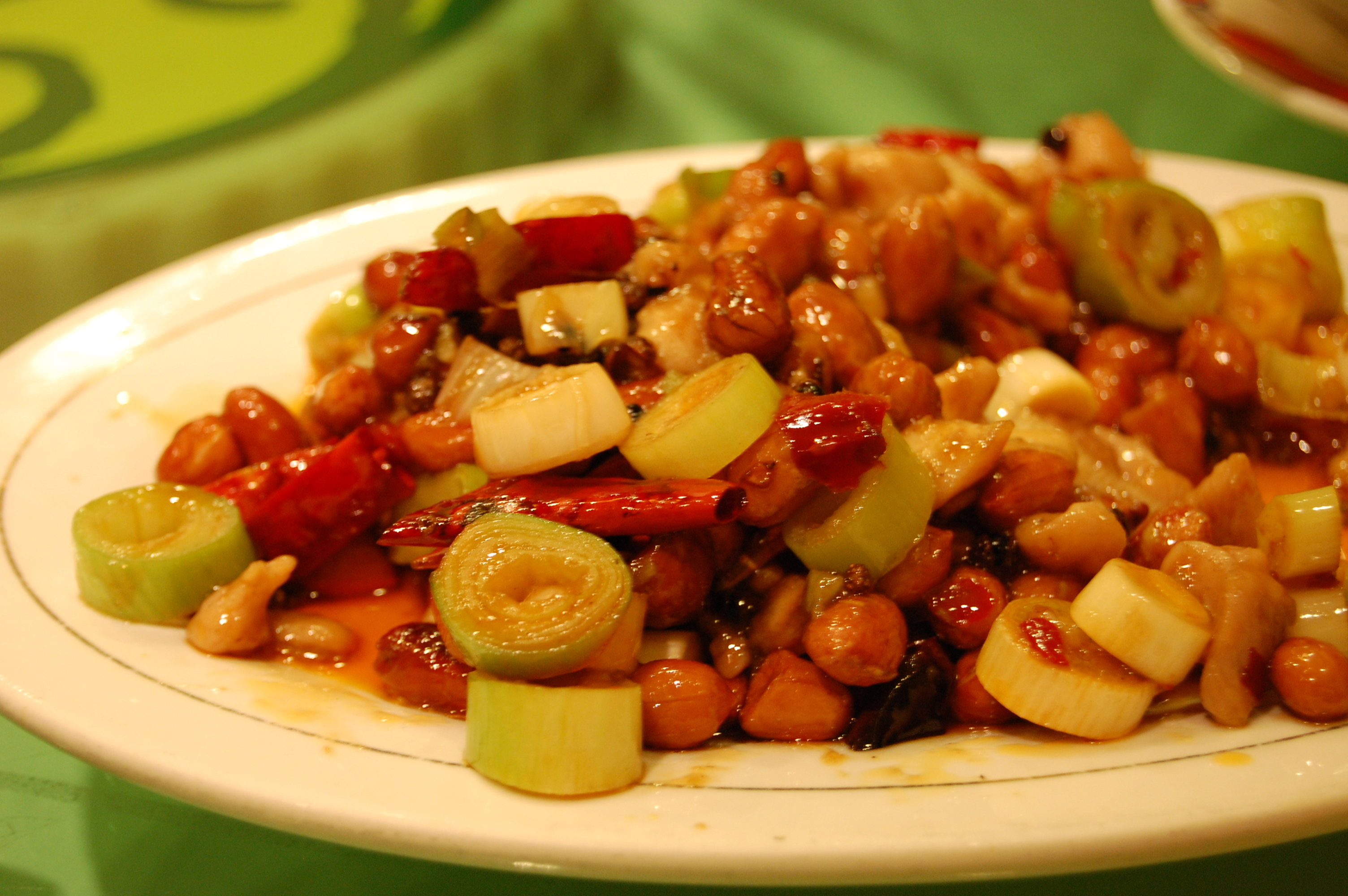
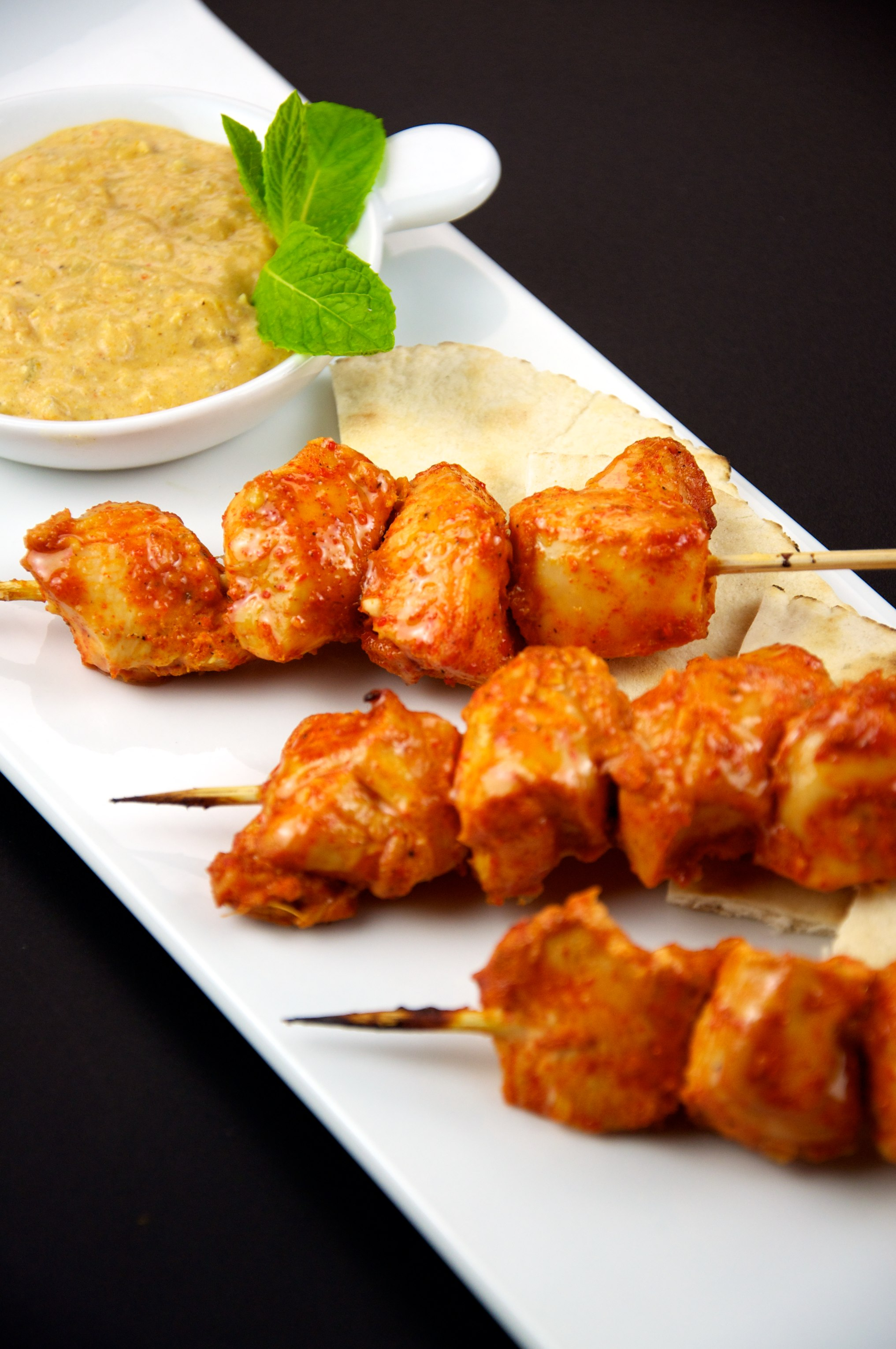
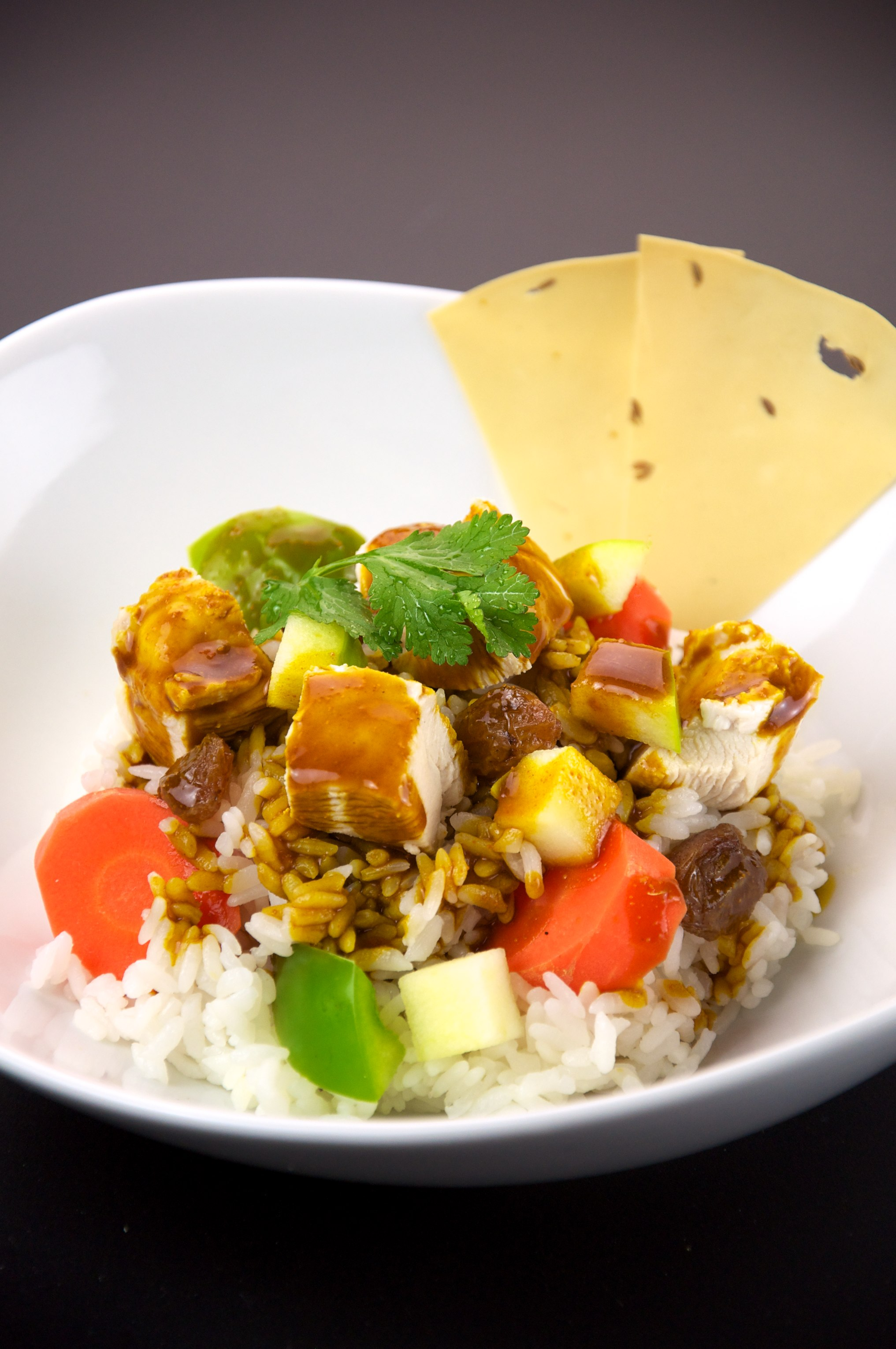
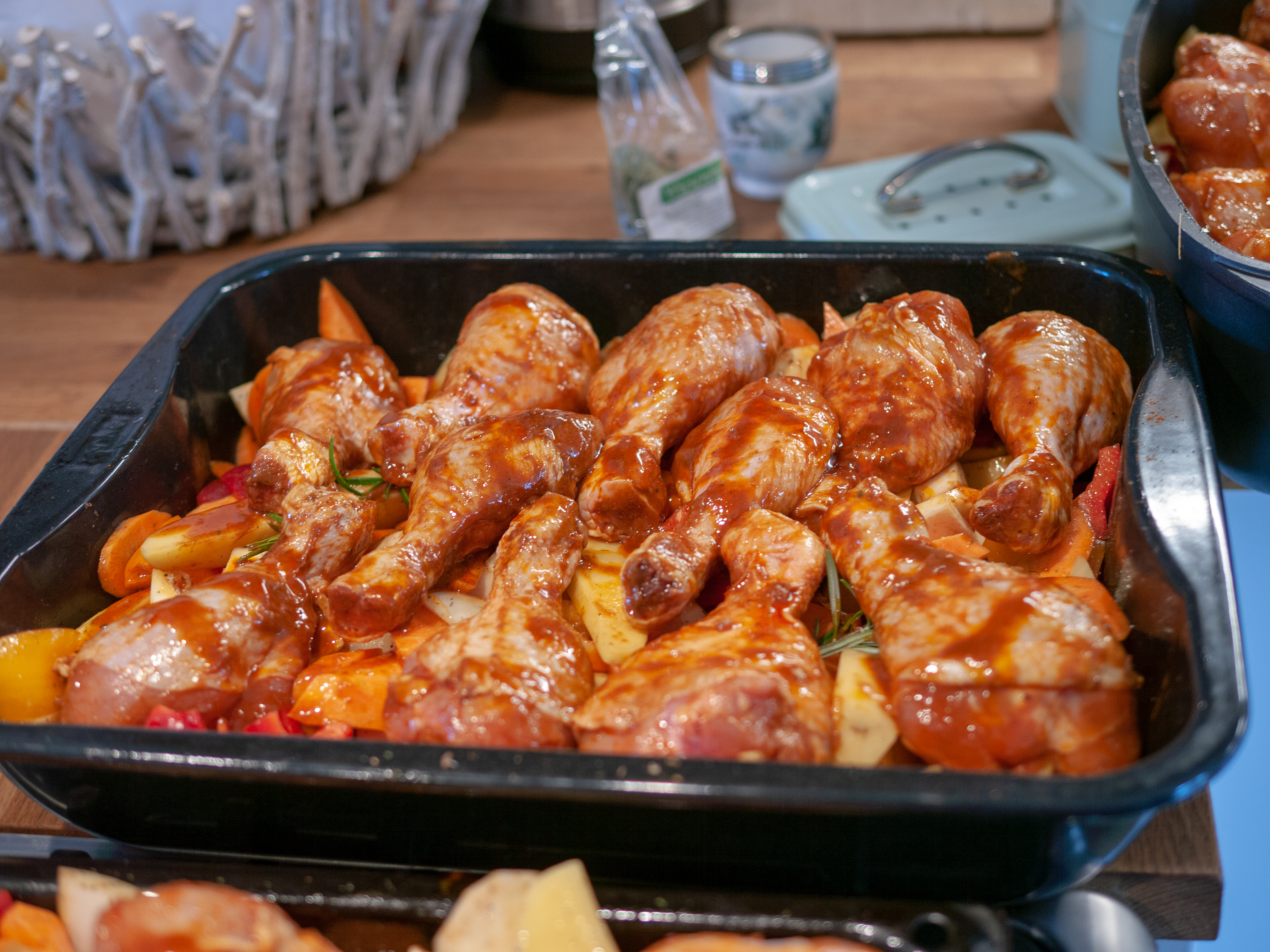
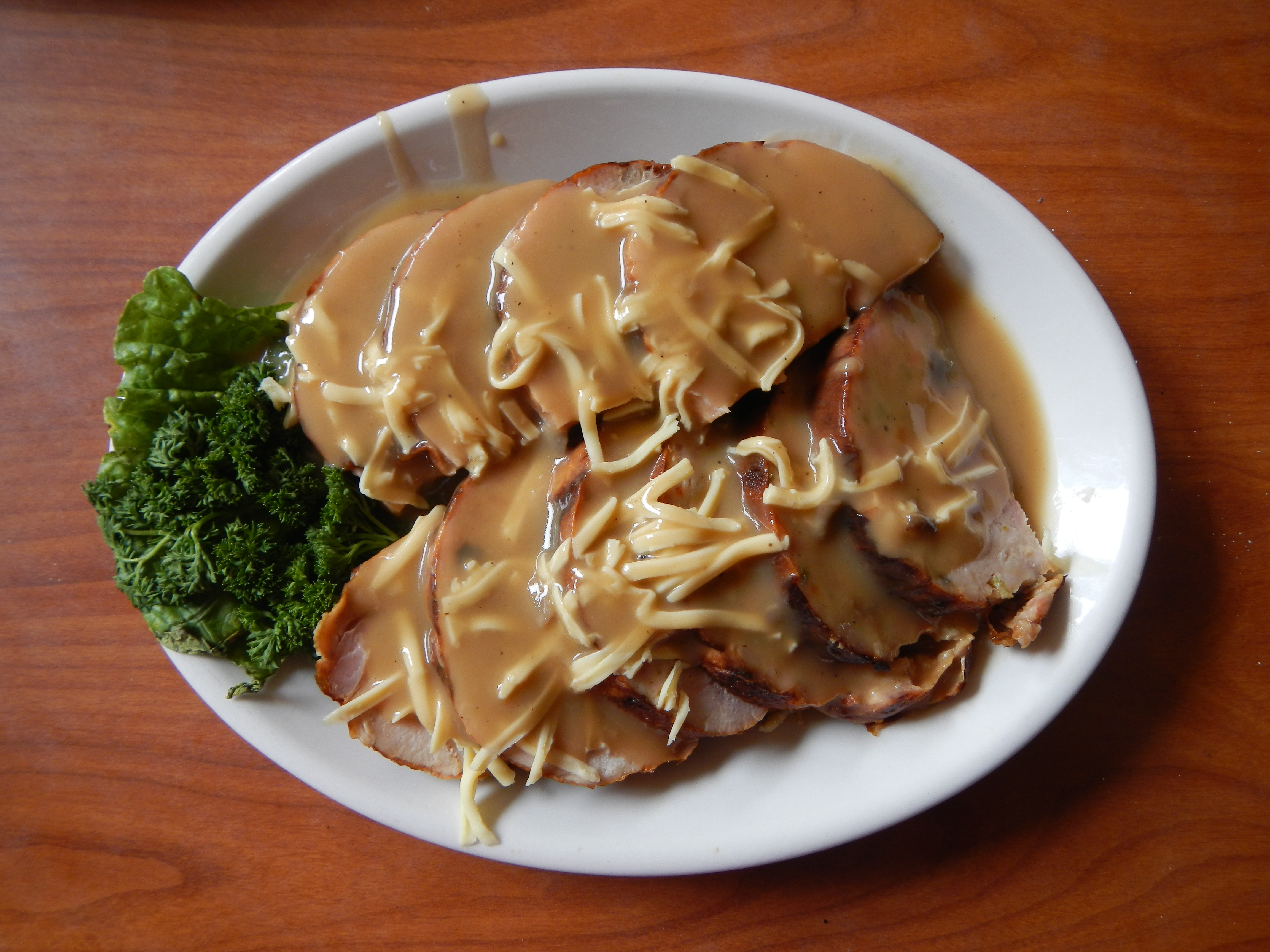
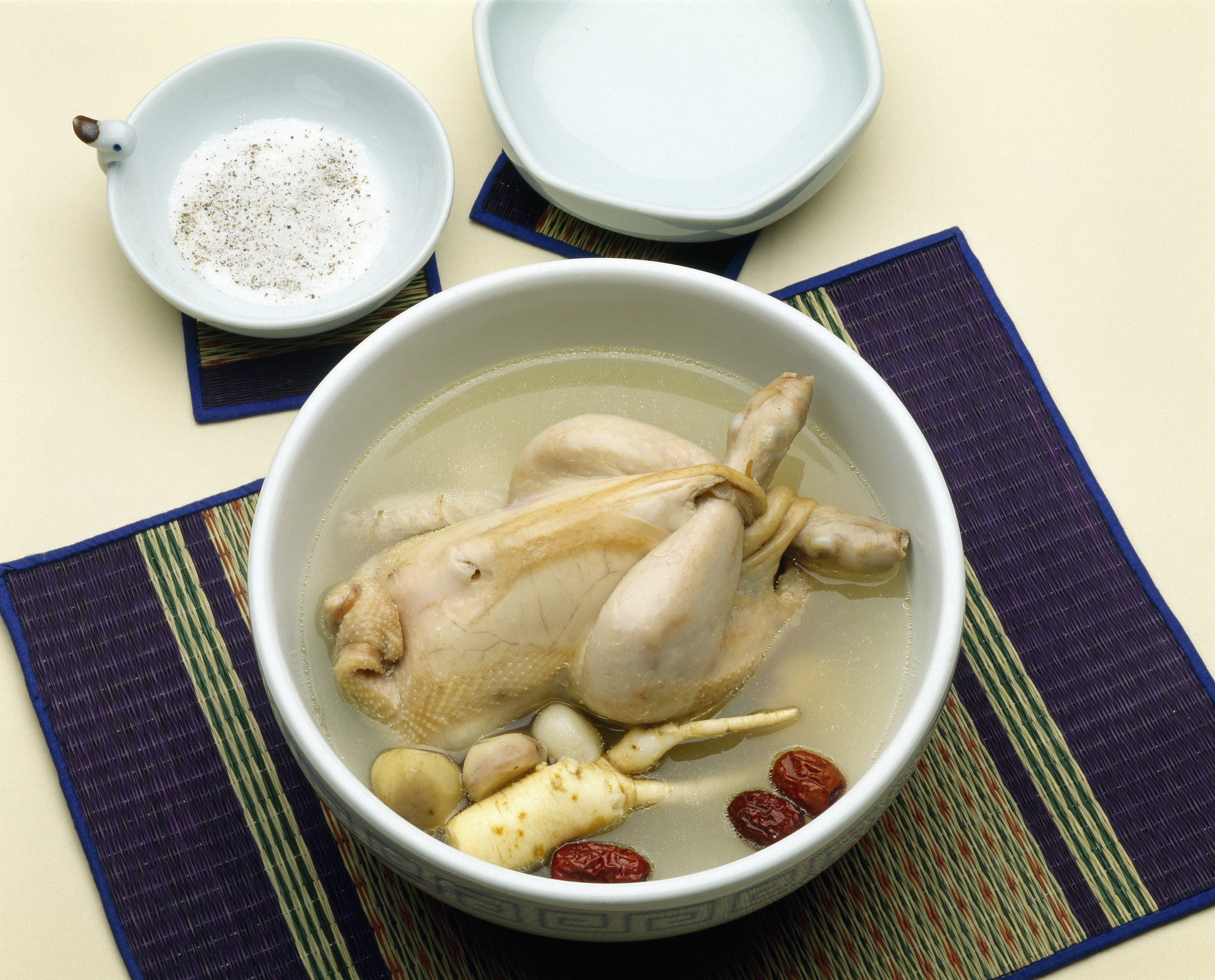
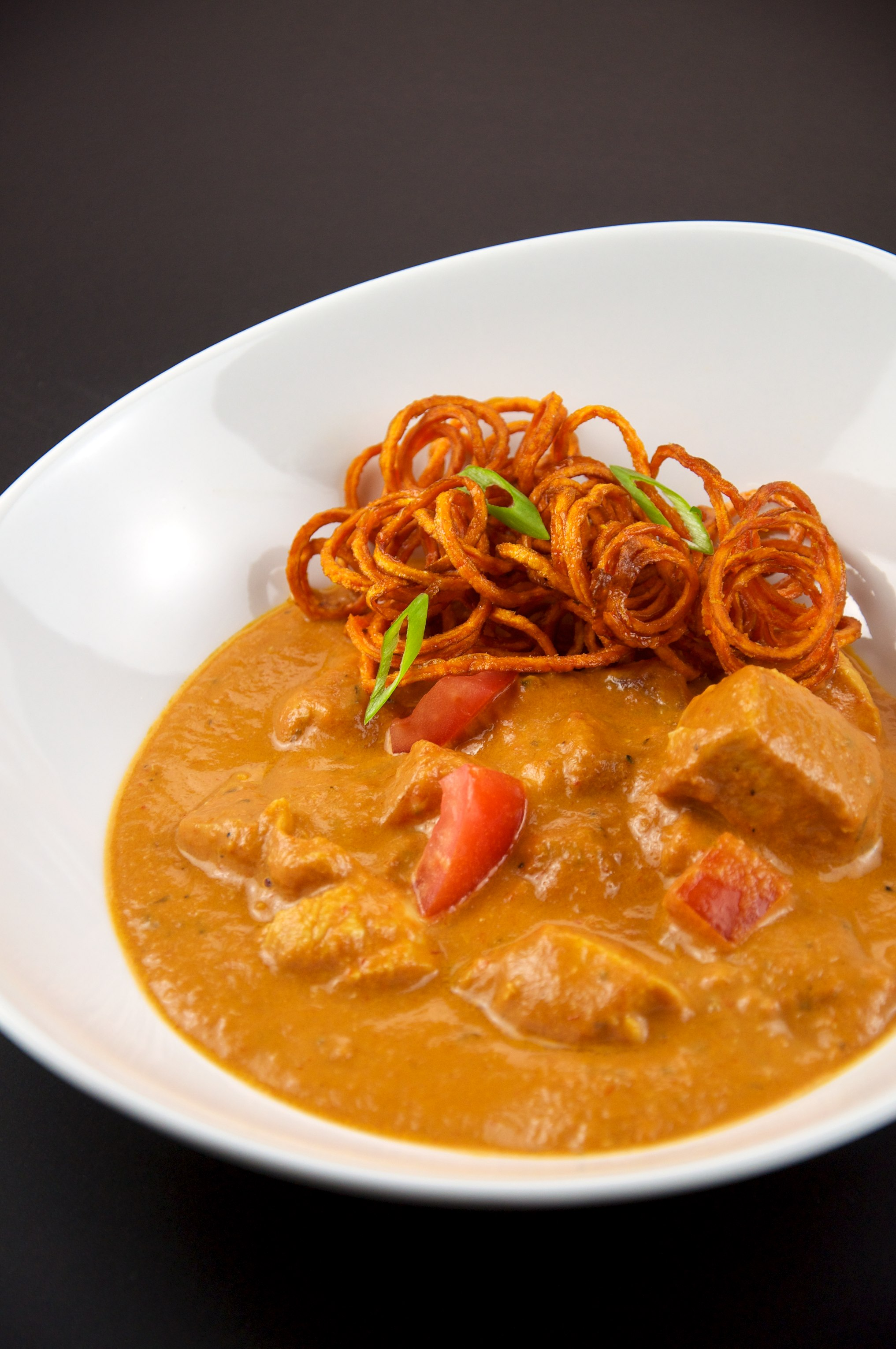
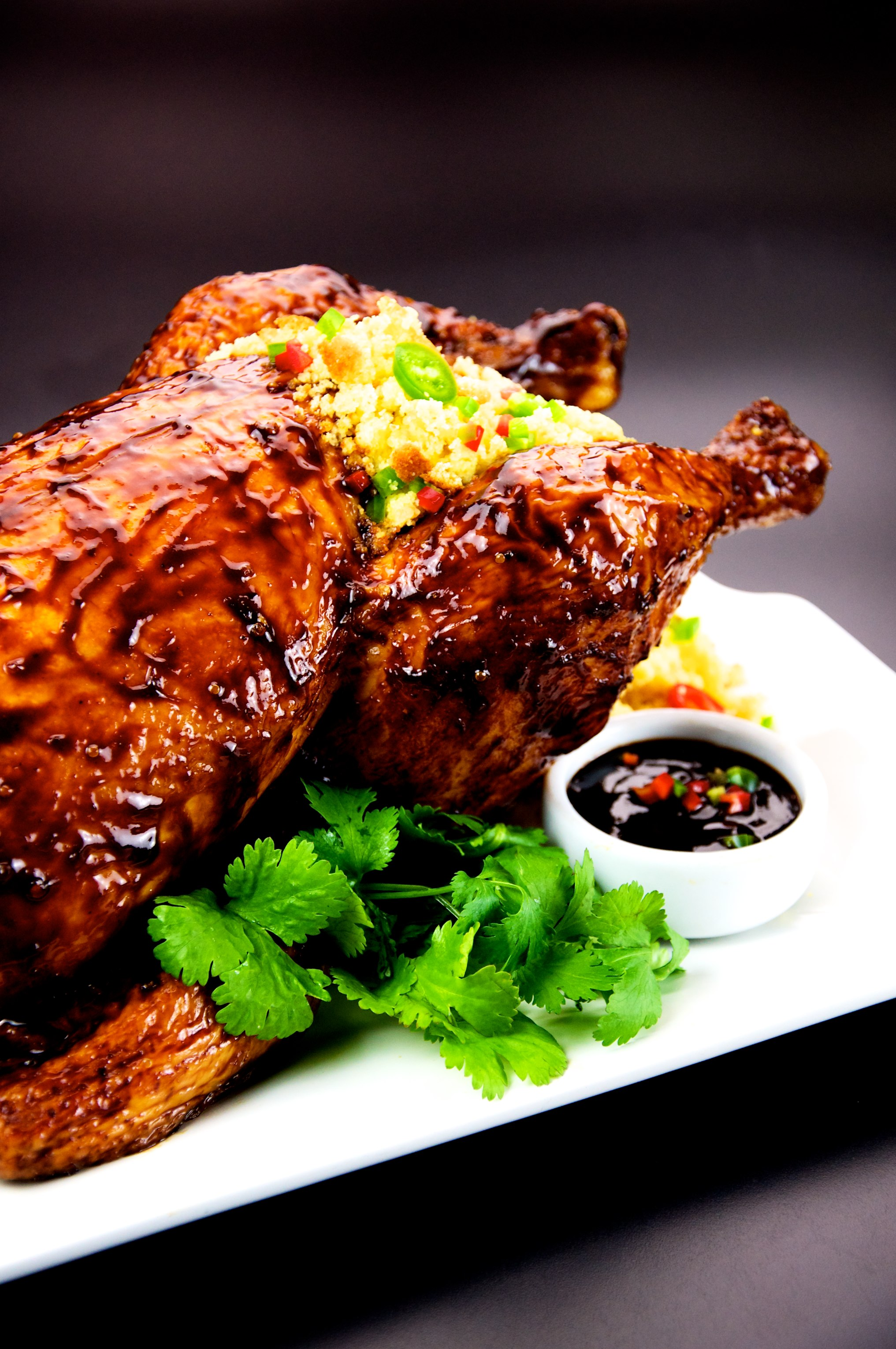
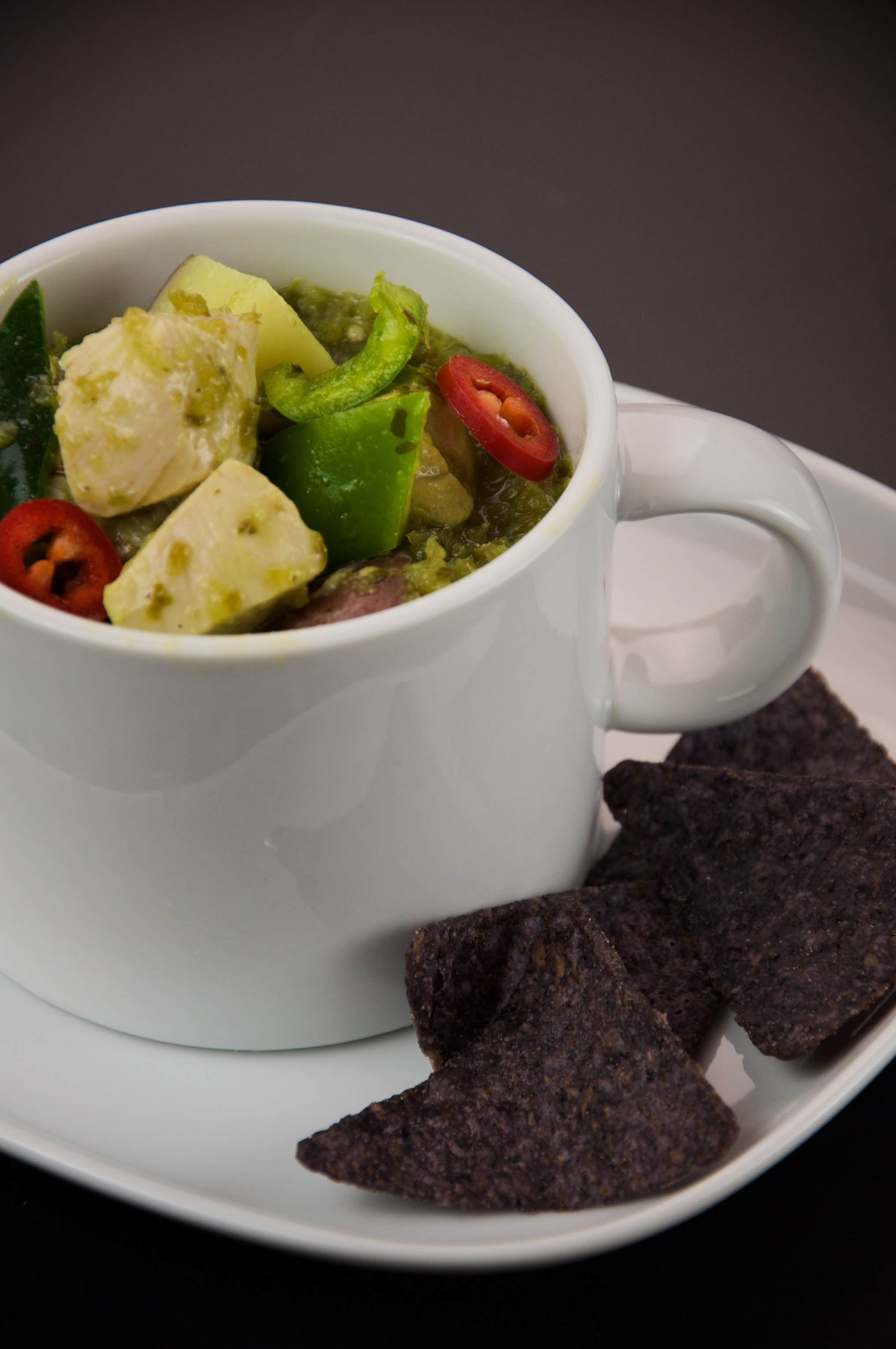